# Ідзунокуні

Ідзуноку́ні (яп. 伊豆の国市, いずのくにし, МФА: [id͡zunokuɲi ɕi̥]?) — місто в Японії, в префектурі Сідзуока. Розташоване в східній частині префектури, в основі півострова Ідзу, на березі річки Кано.   Виникло на основі середньовічного містечка при замку Ніраяма. Отримало статус міста 2005 року. Площа становить 94,71 км². Станом на 1 серпня 2011 року населення складало 48 993  осіб, густота населення — 517 осіб/км².  Основою економіки є сільське господарство, харчова промисловість, комерція.  В місті розташовані гарячі джерела та пам'ятки, пов'язані з самурайським родом Ходзьо. 